# 280 Центральное картографическое производство ВМФ
Федеральное государственное учреждение «280 Центральное картографическое производство военно-морского флота» — учреждение, которое подчинено Управлению навигации и океанографии Минобороны России и занимается выпуском морских навигационных карт.

## История
Предшественником организации считается созданная 2 (13) ноября 1777 года чертёжная Адмиралтейств-коллегии.
В XVIII веке и в первой четверти XIX века морские карты в Российской империи печатались исключительно с медной гравюры на ручных станках. В 1823 году по инициативе известного гидрографа Л. Спафарьева и при участии будущего декабриста Н. Бестужева начал применяться литографский способ издания карт. С 1896 года началась замена литографского камня алюминиевыми пластинами, а с 1904 года происходило постепенная замена литографского способа издания морских карт фотомеханическим способом изготовления печатных форм для них.
В СССР в 1947-1949 годах были созданы Морской картографический институт, Издательство Главного управления ВМФ и Картографическая фабрика ВМФ, а в январе 1954 года на базе Морского картографического института и Издательства ГУ ВМФ было образовано Центральное картографическое производство ВМФ (ЦКП).
В 1970-1975 годах для ЦКП и Картографической фабрики в Ленинграде были построены новые соседние здания. 
В 2013 году началась реконструкция и модернизация здания ЦКП для производства электронных навигационных карт в формате S-57, а также навигационно-гидрографических пособий.